# Mallow

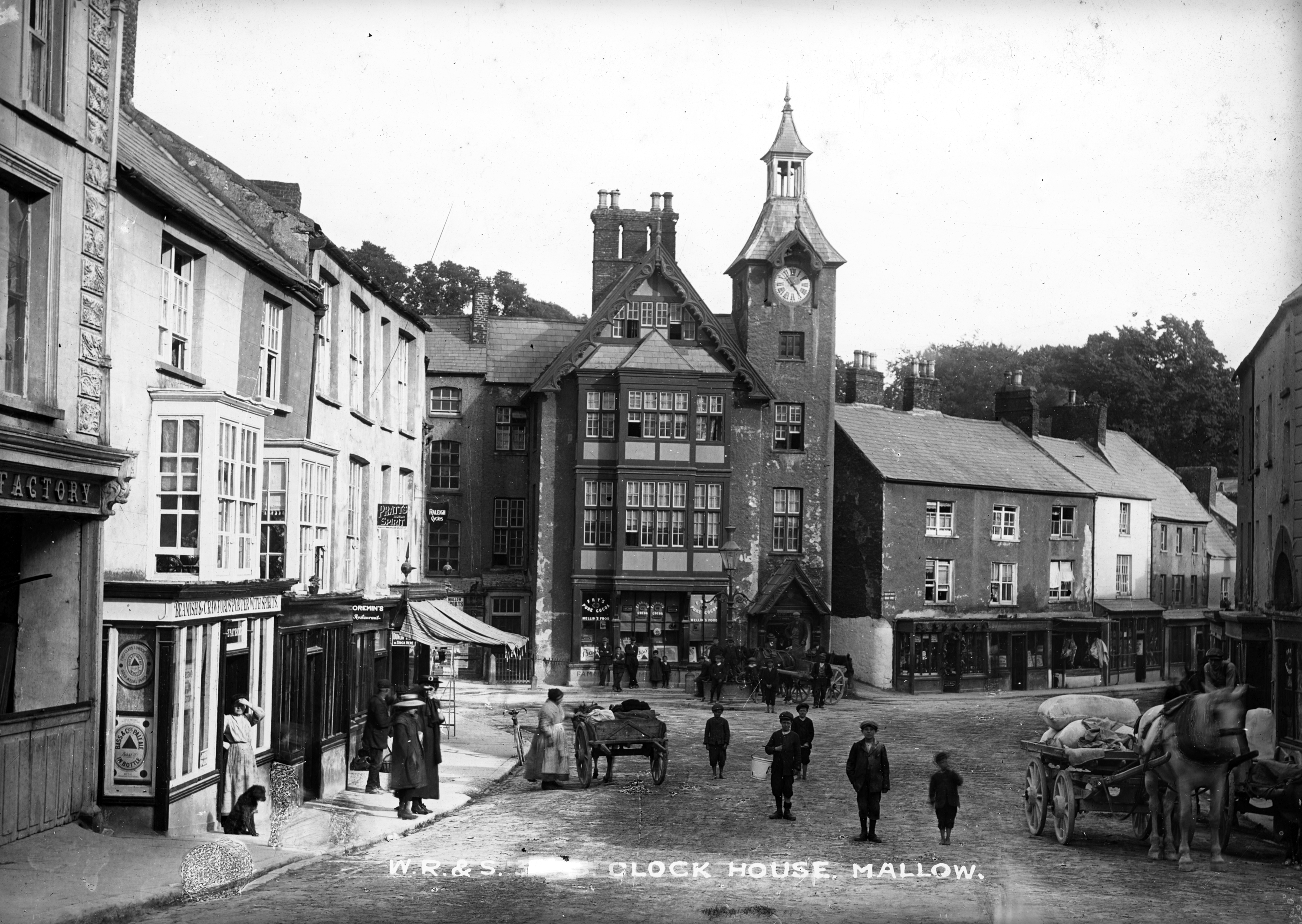
Clock House (widok z Main Street) w początkach XX w.

Mallow (irl. Mala) – miasto leżące w prowincji Munster, w hrabstwie Cork w Irlandii nad rzeką Blackwater. Liczba mieszkańców w 2011 roku wynosiła 11 605 osób. Położone jest na skrzyżowaniu dróg: Cork-Limerick (N20) oraz Killarney-Waterford (N72). Miasto jest siedzibą Cork County Council North.

## Transport

### Komunikacja zbiorowa
- przystanek autobusowy Bus Éireann linii 53 Cork-Galway[2]
- stacja kolejowa linii Iarnród Éireann (Irish Rail) realizująca połączenia Cork-Dublin oraz Limerick-Tralee i Limerick-Killarney[3]

## Sport
W mieście działa jeden z najstarszych w Irlandii, założony w 1882, klub rugby (Mallow Rugby Club). Od 1926 roku działa również miejscowy klub piłki nożnej Mallow United. Znajduje się tutaj tor wyścigów konnych Cork Racecourse Mallow, oraz pole golfowe.

## Miasta partnerskie
- Tréguier
- Tinley Park